# Südlicher Pilbara-Felsenwaran
Der Südliche Pilbara-Felsenwaran (Varanus hamersleyensis) ist eine in Australien lebende Waranart aus der Untergattung Odatria. Die Erstbeschreibung von Varanus hamersleyensis erfolgte 2014 durch Brad Maryan, Paul M. Oliver, Alison J. Fitch und Morgan O’Connell.

## Körperbau und Aussehen
Die Gesamtkörperlänge der kleinen felsenbewohnenden Waranart beträgt bis zu 50 cm. Die Oberseite ist dunkelrotbraun gefärbt mit einer Fleckenzeichnung über den Rücken. Die dunkelbraunen Flecken weisen meistens einen blassen Zentralfleck auf. Diese Flecken sind als Querbänder angeordnet. Ihre Gliedmaßen sind auf ihrer Oberseite gepunktet. Ihr Schwanz ist unregelmäßig mit schmalen, blassen und dunkelrotbraunen Bändern überzogen. Manchmal ist ein verschwommener dunkler Temporalstreifen sichtbar. Die Bauchseite ist weißlich mit zart-grauen Flecken und manchmal unregelmäßigen Bändern gezeichnet. Die Kopfschuppen sind glatt und klein. Das nach oben gerichtet Nasenloch befindet sich seitlich am Kopf und ist ungefähr in der Mitte zwischen Schnauzenspitze und Auge gelegen. Um die Körpermitte sind 118 – 128 Schuppenreihen angereiht. Der Schwanz ist im Querschnitt mehr oder weniger rund. Die Schwanzschuppen an den Seiten und an der Oberseite sind leicht gekielt.

## Verbreitung
Der Südliche Pilbara-Felsenwaran lebt im südlichen Teil von Pilbara (Western Australia). Genau genommen leben sie in der Hamersley Range. Die Hamersley Range ist eine Gebirgsregion, deren höchste Erhebung bis zu 1250 m über dem Meeresspiegel liegt. Der wissenschaftliche Name hamersleyensis wird abgeleitet von der (Hamersley) Range. Die Südlichen Pilbara Felsenwarane leben auch in dem Karijini-Nationalpark, der die Hamersley Range umschließt.

## Lebensweise
Der Lebensraum von V. hamersleyensis beschränkt sich auf die Felsmassive und Schluchten des von ihm beheimateten Gebirgszuges. Sie bewohnen die zerklüfteten Bereiche der Hamersley Range.
Ihre Nahrungsquellen sind hauptsächlich Insekten und Spinnentiere, die der Waran in den Felsspalten erbeutet.

## Systematik
Früher galten V. hamersleyensis und V. pilbarensis als ein und dieselbe Art. Varanus pilbarensis Storr 1980 ist ein an das Gebirge spezialisierter Waran, der wie der Südliche Pilbara-Felsenwaran endemisch in der Region Pilbara ist. Erst 2014 wurden diese beiden Arten voneinander getrennt, da sie genetische und morphologische Unterschiede besitzen. Der Südliche Pilbara-Felsenwaran kommt nur in dem südlichen Teil Pilbaras vor und Varanus pilbarensis nur im nördlichen Teil. Bei neuen Untersuchungen fand man heraus, dass V. pilbarensis blasser ist und auffällig, große graue Augenflecken auf der Rücken- und an den Seitenflächen des Körpers hat und er hat ein starkes schwarzes gebändertes Muster.